# Армія США «Аляска»
Армія США «Аляска» або армія США на Алясці (англ. United States Army Alaska; USARAK) — орган військового управління армії США, що розташовувався в період з 1994 до 2022 року на території розташоване в американському штаті Аляска. Армія «Аляска» була основним наземним елементом командування ЗС на Алясці. Штаб її знаходився e Форт Річардсон на об'єднаній міжвидовій базі Елмендорф-Річардсон. 6 червня 2022 року армію «Аляска» було переформовано на 11-ту повітрянодесантну дивізію.
Основним завданням армії США на Алясці було забезпечення навчання та оснащення сил для швидкого розгортання з метою підтримки бойових дій та проведення інших операцій по всьому світі в екстремально холодних (арктичних) регіонах і високогірській місцевості.

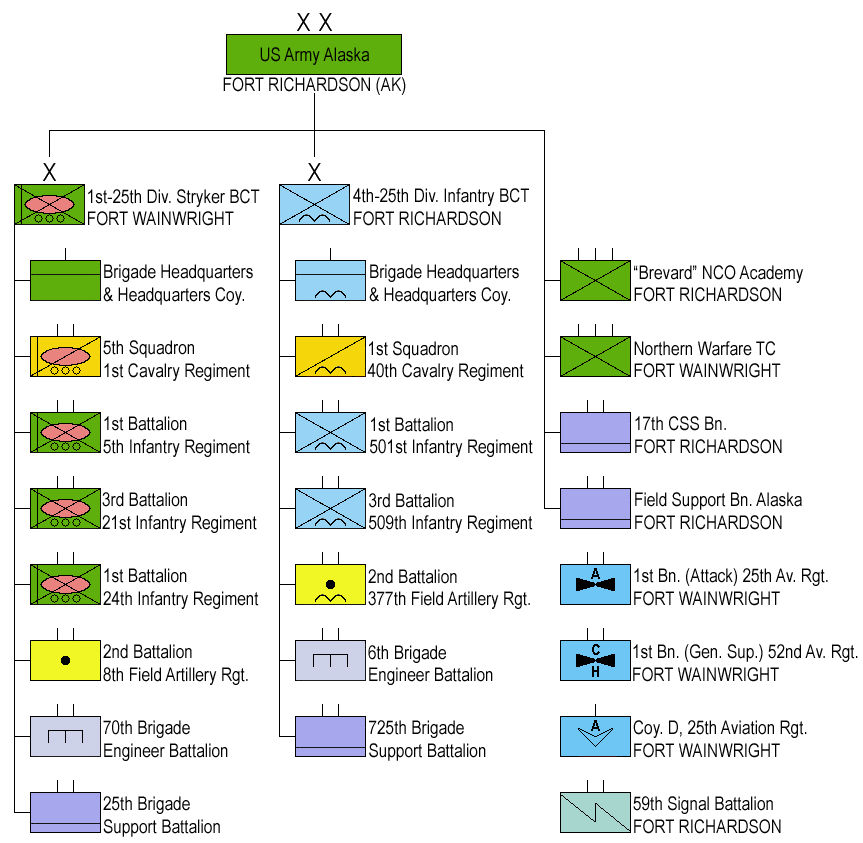
Організаційно-штатна структура армії «Аляска»